# Tetrahydridoboritany

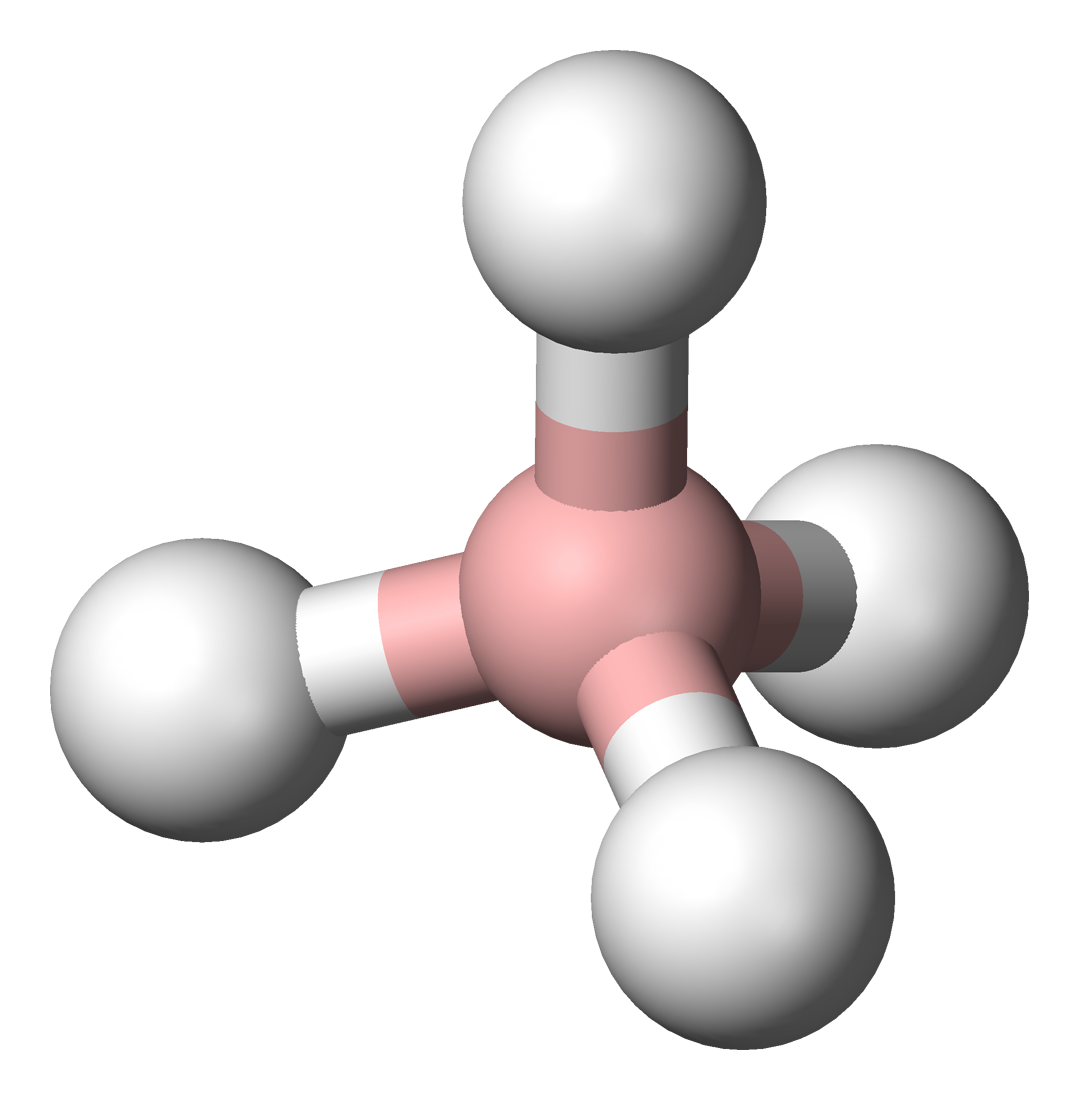
Model tetrahydridoboritanového aniontu, [BH_{4}]^{−}

Tetrahydridoboritany, též nazývané borohydridy, jsou soli tetrahydridoboritanového (borohydridového) aniontu, [BH4]−.
Jako borohydridy či tetrahydroboritany se také označují sloučeniny obsahující ionty [BH4−nXn}]−, kde n je celé číslo od 0 do 3; příkladem jsou kyanoborohydridy (kyanotrihydridoboritany), [BH3(CN)]− a triethylborohydridy (triethylhydridoboritany), [BH(CH2CH3)3]−. Borohydridy se používají v organických syntézách jako redukční činidla. Nejvýznamnějšími sloučeninami z této skupiny jsou tetrahydridoboritan lithný a tetrahydridoboritan sodný. Tetrahydridoboritany mají také využití v průmyslové anorganické chemii.

## Historie
Borohydridy alkalických kovů byly poprvé popsány v roce 1940, kdy Hermann Irving Schlesinger a Herbert C. Brown připravili borohydrid lithný (LiBH4) z diboranu (B2H6):
2 MH + B2H6 → 2 M[BH4] (M = například Li, Na, K, Rb, Cs)
V současnosti se borohydridy připravují reakcemi diboranu nebo trimethylboritanu s hydridy kovů ve vhodném rozpouštědle.

## Struktura
Borohydridový anion a většina jeho derivátů obsahují atom boru v tetraedrickém uspořádání. Reaktivita vazeb B−H závisí na přítomných ligandech. Ethylové skupiny, které dodávají elektrony, například u triethylborohydridu, dodávají B−H centrům vysokou nukleofilitu. Skupiny odtahující elektrony, například kyanidové ionty u kyanoborohydridu, jsou elektrofilní a jedná se o slabší redukční činidla.
| Sloučenina číslo CAS                             | molární hmotnost (g/mol) | Vodíková hustota | Hustota (g/cm3) | teplota tání (°C)           | rozpustnost ve vodě (g/100 ml při 25 °C) | rozpustnost v methanolu (g/100 ml, 25 °C) | rozpustnost v diethyletheru (g/100 ml, 25 °C) | rozpustnost v tetrahydrofuranu (g/100 ml při 25 °C) |
| ------------------------------------------------ | ------------------------ | ---------------- | --------------- | --------------------------- | ---------------------------------------- | ----------------------------------------- | --------------------------------------------- | --------------------------------------------------- |
| borohydrid lithný (LiBH4) [16949-15-8]           | 21,78                    | 18,5             | 0,66            | 280                         | 20,9                                     | rozklad (v ethanolu 44)                   | 4,3                                           | 22,5                                                |
| borohydrid sodný (NaBH4) [16940-66-2]            | 37,83                    | 10,6             | 1,07            | 505                         | 55                                       | 16,4 (20 °C)                              | nerozpustný                                   | 0,1 (20 °C)                                         |
| kyanoborohydrid sodný (Na[BH3(CN)]) [25895-60-7] | 62,84                    | 6,4              | 1,20            | 240 (současně se rozkládá)  | nereaguje                                | 217                                       | nerozpustný                                   | 36                                                  |
| borohydrid draselný (KBH4)} [13762-51-1]         | 53,94                    | 7,4              | 1,17            | 585 (ve vodíkové atmosféře) | 19                                       | nerozpustný                               | nerozpustný                                   | nerozpustný                                         |
| triethylborohydrid lithný (LiBHEt3) [22560-16-3] | 105,94                   | 0,95             | není známo      | není známo                  | rozklad                                  | rozklad                                   | není známo                                    | vysoká                                              |

## Použití
V největším množství, kolem 5 000 tun ročně, se vyrábí borohydrid sodný. Jeho hlavním využitím je redukce oxidu siřičitého na dithioničitan sodný:
Na[BH4] + 8 NaOH + 8 SO2 → 4 Na2S2O4 + NaBO2 + 6 H2O
Dithioničitan se používá na bělení celulózy.
Borohydridem sodným se také redukují aldehydy a ketony při výrobě některých léčiv, například chloramfenikolu, thiofenikolu, vitaminu A, atropinu a skopolaminu, a řady aromat a ochucovadel.

### Možná využití
Vzhledem k vysokému obsahu vodíku se borohydridové komplexy a soli zkoumají pro možné využití při skladování vodíku. Největšími překážkami jsou pomalý průběh reakcí, nízké výtěžky vodíku a obtížné obnovování původních borohydridů.

## Komplexy

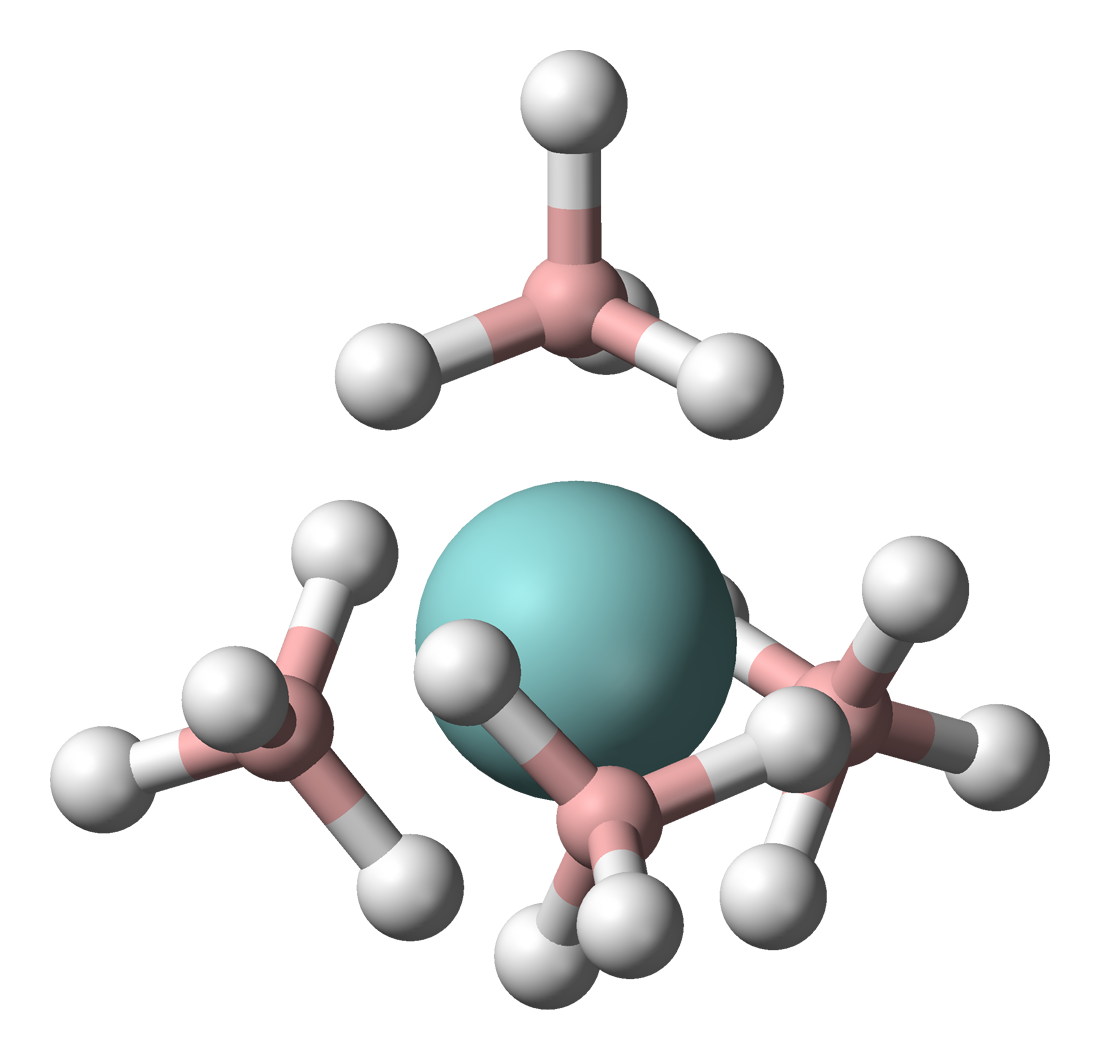
Model molekuly Zr[BH_{4}]_{4}

Ve svých komplexech jsou borohydridové ionty na kovy navázány přes jeden až tři můstkové atomy vodíku.
Ve většině případů je [BH4]− bidentátním ligandem.
Některé homoleptické borohydridy, například borohydrid uraničitý, jsou těkavé.
Komplexy borohydridů se často dají připravit podvojnými záměnami:
TiCl4 + 4 Li[BH4] + Et2O (rozpouštědlo) → Ti[BH4]4*Et2O + 4 LiCl

### Rozklad
Některé tetrahydridoboritany se při zahřívání rozkládají na boridy. U těkavých tetrahydridoboritanů lze tento rozklad použít k chemické depozici z plynné fáze, kde se ukládají tenké vrstvy boridů. Takto se dají vytvářet například vrstvy boridu zirkoniového (ZrB2) z tetrahydridoboritanu zirkoničitého (Zr[BH4]4) a hafniového (HfB2) z tetrahydridoboritanu hafničitého (Hf[BH4]4):
M[BH4]4 → MB2 + B2H6 + 5 H2